# Eric F. Olsson & Co
Eric F. Olsson & Co var ett svenskt företag med tillverkning av pappersprodukter. De var den ledande tillverkaren av svenska bokmärken, och direktören Oscar Lundquist utarbetade en ny tillverkningsmetod som han fick världspatent på. De tryckte också en stor mängd bonader, pappersdockor och andra pappersprodukter.
Företaget startade inom pappersbranschen i början av 1940-talet, efter att tidigare gått i konkurs när de hade en textilinriktning. I början av 1971 såldes företaget till Williams förlag.